# Kristijan Bistrović
Kristijan Bistrović (Koprivnica, 9 aprile 1998) è un calciatore croato, centrocampista del CSKA Mosca.

## Caratteristiche tecniche
Mediano, può essere schierato anche come interno di centrocampo o all'occorrenza anche come trequartista.

## Carriera

### Club
Cresciuto nel settore giovanile dello Slaven Belupo, esordisce in prima squadra il 30 maggio 2015, subentrando a Petar Mišić al 77' della partita persa per 3-2 in casa dell'Osijek. Dopo la pausa invernale della stagione 2016-2017 entra a far parte della prima squadra in pianta stabile.
Il 12 gennaio 2018 viene prelevato dal CSKA Mosca in cambio di mezzo milione di euro, firmando un contratto di quattro anni e mezzo. L'8 marzo seguente debutta con la squadra nelle competizioni europee, subentrando a Alan Dzagoev all'82' della gara di Europa League contro l'Olympique Lione persa per 0-1. Cinque giorni dopo esordisce anche nel campionato russo, subentrando nel finale della partita vinta per 0-3 in casa dell'Achmat Groznyj.
Il 27 luglio 2018 si aggiudica la Supercoppa russa, nella sfida vinta per 1-0 dopo i tempi supplementari dal CSKA Mosca contro il Lokomotiv Mosca. Il 18 agosto seguente segna la sua prima rete con il CSKA Mosca, contribuendo alla vittoria per 3-0 contro l'Arsenal Tula. Infortunatosi in una partita del 1º settembre, torna in campo l'11 novembre successivo. Il 27 novembre 2018 esordisce in UEFA Champions League, giocando per intero la partita persa per 1-2 in casa contro il Viktoria Plzeň.
Segna il suo primo gol nelle competizioni europee il 10 dicembre 2020, nella partita di Europa League persa per 3-1 in casa della Dinamo Zagabria.
Nel corso della stagione 2020-2021, dopo aver giocato qualche partita con il CSKA Mosca, viene girato in prestito con diritto di riscatto al Kasımpaşa, club della Süper Lig turca con cui gioca da gennaio 2021 al termine dell'annata. Rientrato al CSKA Mosca, vi rimane fino al 12 gennaio 2022, quando si trasferisce in prestito con diritto di riscatto al Fatih Karagümrük, club della massima serie turca, con cui termina l'annata 2021-2022.
Tornato al CSKA Mosca, il 24 luglio 2022 si trasferisce al Lecce, neopromosso in Serie A, in prestito con diritto di riscatto. Il 5 agosto esordisce con il Lecce, nella partita di Coppa Italia persa in casa contro il Cittadella dopo i tempi supplementari; otto giorni dopo esordisce anche in Serie A, nella partita casalinga persa per 1-2 contro l'Inter. Con i salentini colleziona 11 presenze in campionato e una in Coppa Italia, partendo inizialmente come titolare nelle gerarchie dell'allenatore Marco Baroni, per poi essere relegato a riserva. Il 17 gennaio 2023 il prestito viene, dunque, risolto anticipatamente, con il giocatore che rientra al CSKA Mosca e due giorni più tardi viene girato in prestito al Fortuna Sittard.

### Nazionale
Nel 2018 ha messo a referto una presenza con la nazionale croata Under-18. Con la nazionale croata Under-21 ha partecipato al campionato europeo di categoria del 2019, senza giocare, e al campionato europeo di categoria del 2021, dove ha giocato tutte e quattro le partite disputate dai croati, andati oltre la fase a gironi del torneo per la prima volta nella storia, per poi fermarsi ai quarti di finale.

## Statistiche

### Presenze e reti nei club
Statistiche aggiornate al 3 marzo 2023.
| Stagione             | Squadra              | Campionato           | Campionato | Campionato | Coppe nazionali | Coppe nazionali | Coppe nazionali | Coppe continentali | Coppe continentali | Coppe continentali | Altre coppe | Altre coppe | Altre coppe | Totale | Totale |
| Stagione             | Squadra              | Comp                 | Pres       | Reti       | Comp            | Pres            | Reti            | Comp               | Pres               | Reti               | Comp        | Pres        | Reti        | Pres   | Reti   |
| -------------------- | -------------------- | -------------------- | ---------- | ---------- | --------------- | --------------- | --------------- | ------------------ | ------------------ | ------------------ | ----------- | ----------- | ----------- | ------ | ------ |
| mag.-giu. 2015       | Slaven Belupo        | 1. HNL               | 1          | 0          | CC              | 0               | 0               | -                  | -                  | -                  | -           | -           | -           | 1      | 0      |
| 2015-2016            | Slaven Belupo        | 1. HNL               | 0          | 0          | CC              | 0               | 0               | -                  | -                  | -                  | -           | -           | -           | 0      | 0      |
| 2016-2017            | Slaven Belupo        | 1. HNL               | 2          | 0          | CC              | 0               | 0               | -                  | -                  | -                  | -           | -           | -           | 2      | 0      |
| 2017-gen. 2018       | Slaven Belupo        | 1. HNL               | 12         | 0          | CC              | 1               | 0               | -                  | -                  | -                  | -           | -           | -           | 13     | 0      |
| Totale Slaven Belupo | Totale Slaven Belupo | Totale Slaven Belupo | 15         | 0          |                 | 1               | 0               |                    | -                  | -                  |             | -           | -           | 16     | 0      |
| gen.-giu. 2018       | CSKA Mosca           | PL                   | 7          | 0          | CR              | 0               | 0               | UEL                | 2                  | 0                  | -           | -           | -           | 9      | 0      |
| 2018-2019            | CSKA Mosca           | PL                   | 20         | 2          | CR              | 0               | 0               | UCL                | 2                  | 0                  | SR          | 1           | 0           | 23     | 2      |
| 2019-2020            | CSKA Mosca           | PL                   | 28         | 1          | CR              | 2               | 0               | UEL                | 6                  | 0                  | -           | -           | -           | 36     | 1      |
| 2020-gen. 2021       | CSKA Mosca           | PL                   | 14         | 2          | CR              | 0               | 0               | UEL                | 6                  | 1                  | -           | -           | -           | 20     | 3      |
| gen.-giu. 2021       | Kasımpaşa            | SL                   | 20         | 0          | TK              | 0               | 0               | -                  | -                  | -                  | -           | -           | -           | 20     | 0      |
| 2021-gen. 2022       | CSKA Mosca           | PL                   | 6          | 1          | CR              | 2               | 1               | -                  | -                  | -                  | -           | -           | -           | 8      | 2      |
| Totale CSKA Mosca    | Totale CSKA Mosca    | Totale CSKA Mosca    | 75         | 6          |                 | 4               | 1               |                    | 16                 | 1                  |             | 1           | 0           | 96     | 8      |
| gen.-giu. 2022       | Fatih Karagümrük     | SL                   | 18         | 1          | TK              | 2               | 0               | -                  | -                  | -                  | -           | -           | -           | 20     | 1      |
| 2022-gen. 2023       | Lecce                | A                    | 11         | 0          | CI              | 1               | 0               | -                  | -                  | -                  | -           | -           | -           | 12     | 0      |
| gen.-giu. 2023       | Fortuna Sittard      | ED                   | 6          | 4          | CO              | -               | -               | -                  | -                  | -                  | -           | -           | -           | 6      | 4      |
| Totale carriera      | Totale carriera      | Totale carriera      | 145        | 8          |                 | 8               | 1               |                    | 16                 | 1                  |             | 1           | 0           | 170    | 10     |

## Palmarès

### Club

#### Competizioni nazionali
- Supercoppa di Russia: 1

CSKA Mosca: 2018
- Coppa di Russia: 1

CSKA Mosca: 2024-2025